# Telekrypton
Telekrypton – amerykański, zabezpieczony przed podsłuchem system łączności radiowej przez Ocean Atlantycki.
System wykorzystywany był w czasie II wojny światowej przez Biuro Służb Strategicznych.